# Enrico Betti

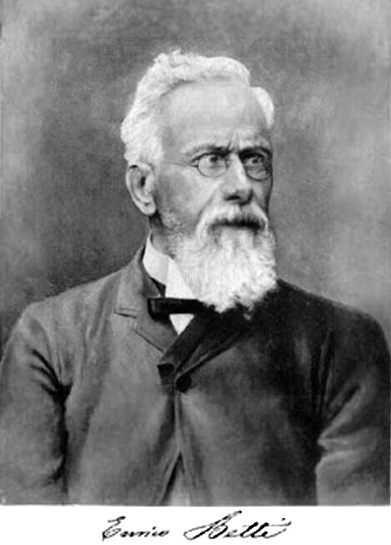
Enrico Betti

Enrico Betti (ur. 21 października 1823 w Pistoi, zm. 11 sierpnia 1892 w Soianie koło Pizy) – włoski matematyk, znany głównie z pracy z dziedziny topologii, która ukazała się w 1871, opisująca tzw. liczby Bettiego. Pracował także nad teorią równań, która wcześniej pojawiła się w teorii Galois. Sformułował także twierdzenie z wytrzymałości materiałów zwane zasadą wzajemności prac Bettiego.

## Życiorys
Urodził się w Pistoia, Toscanii. Ukończył studia na Uniwersytecie w Pizie w 1846. Pracował w wyższej szkole w Pistoia jako wykładowca matematyki. Przeprowadził się do Florencji w 1854. W 1857 objął posadę profesora algebry na Uniwersytecie w Pizie. W 1858 podróżował po Europie z Francesco Brioschi i Felice Casorati, spotkał się z Bernhardem Riemannem. Później pracował nad zagadnieniami fizyki teoretycznej, którymi wcześniej zajmował się Riemann. Angażował się także w życie akademickie i politykę nowo powstałego państwa włoskiego.

## Odznaczenia[2]
- Order Świętych Maurycego i Łazarza II i III klasy
- Order Korony Włoch II i IV klasy
- Order Sabaudzki Cywilny
- Królewski Order Gwiazdy Polarnej III klasy (Szwecja)

## Prace E. Bettiego
- Opere matematiche di Enrico Betti, pubblicate per cura della R. Accademia de’ lincei (2vols.) (U. Hoepli, Milano, 1903-1913)